# شفت‌خال
شفت‌خال (به ترکی آذربایجانی: Şəftəhal) یک منطقهٔ مسکونی در جمهوری آذربایجان است که در شهرستان زردآب واقع شده‌است. شفت‌خال ۸۳۴ نفر جمعیت دارد.

## نگارخانه

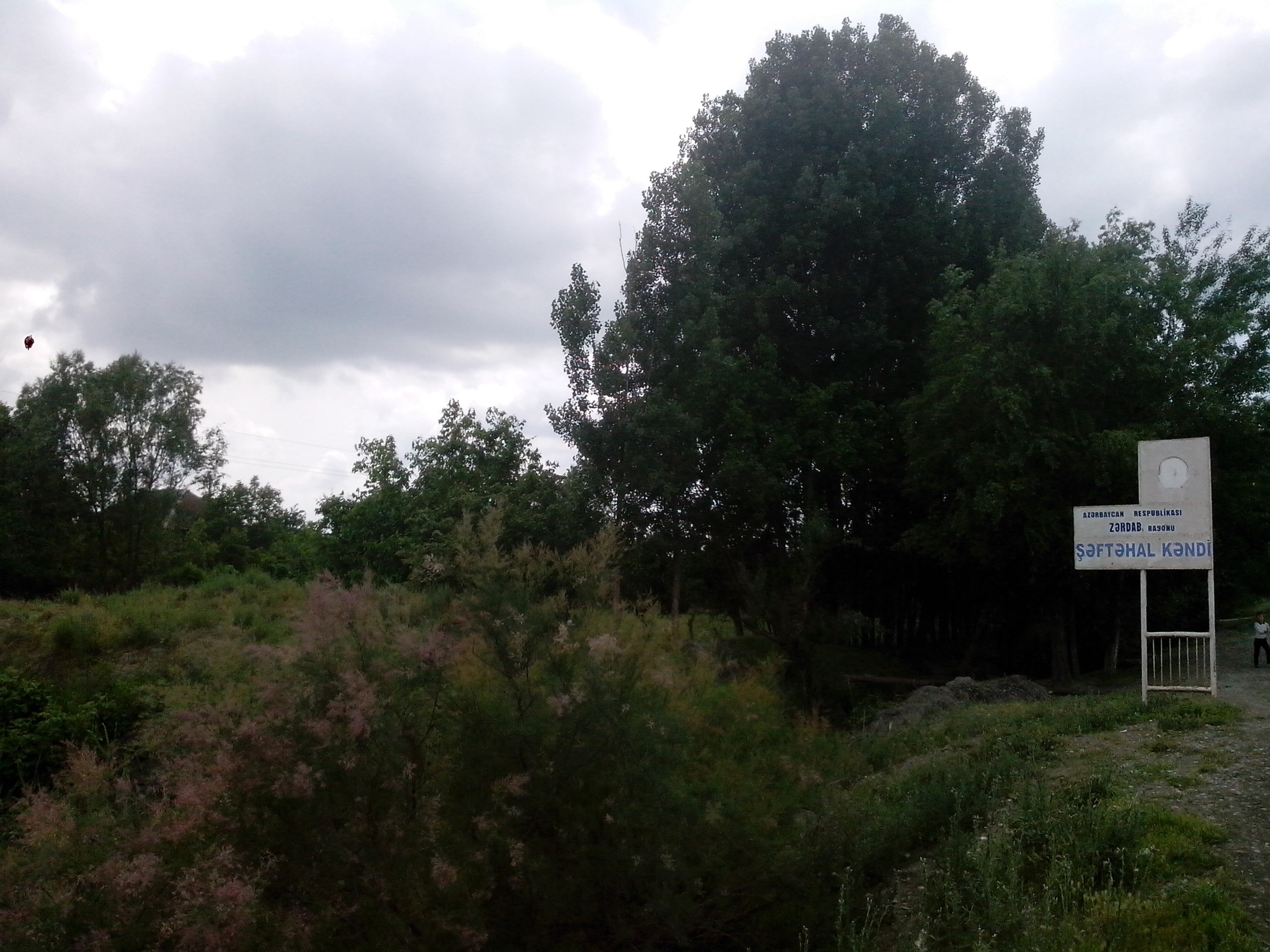
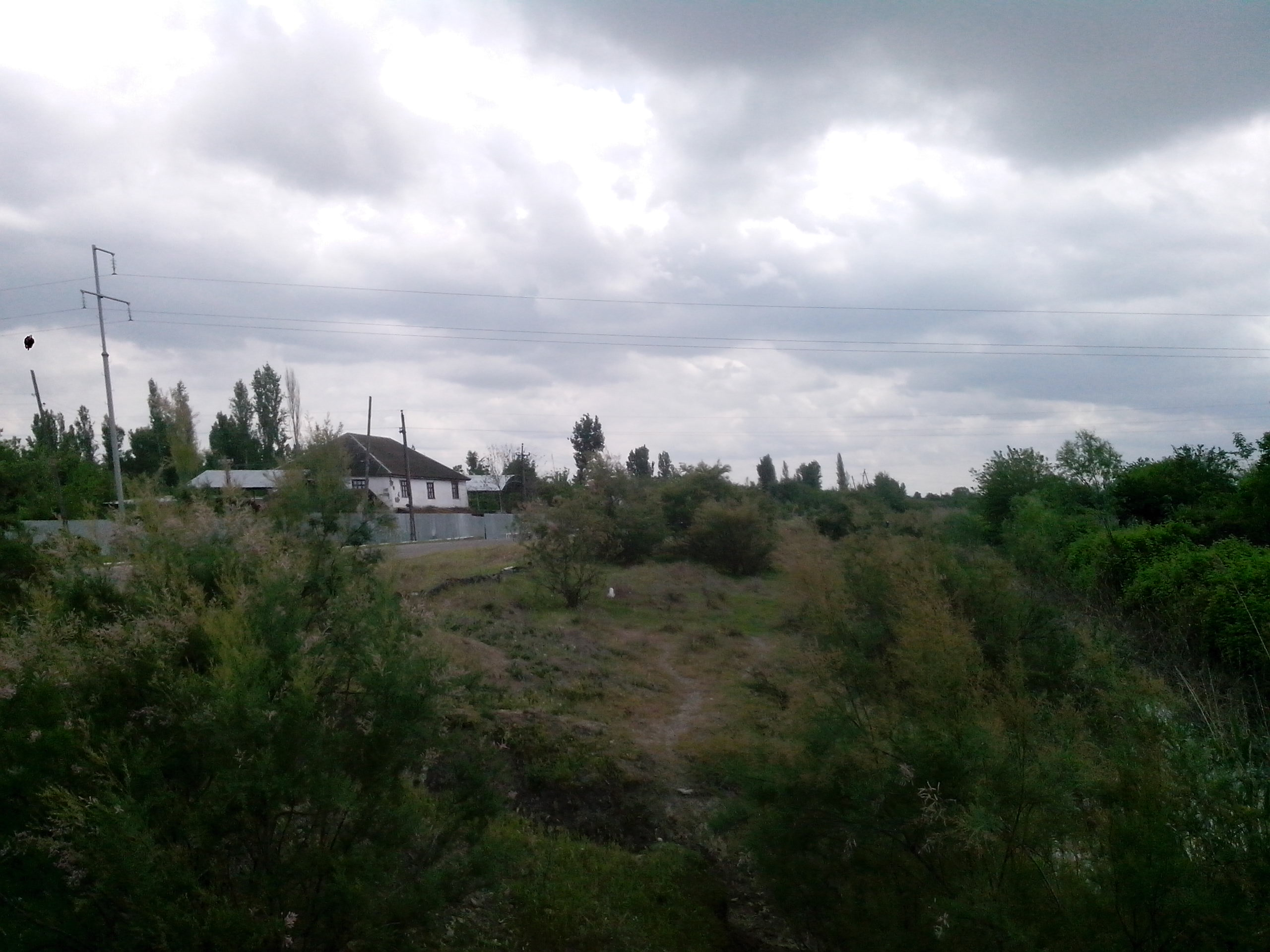
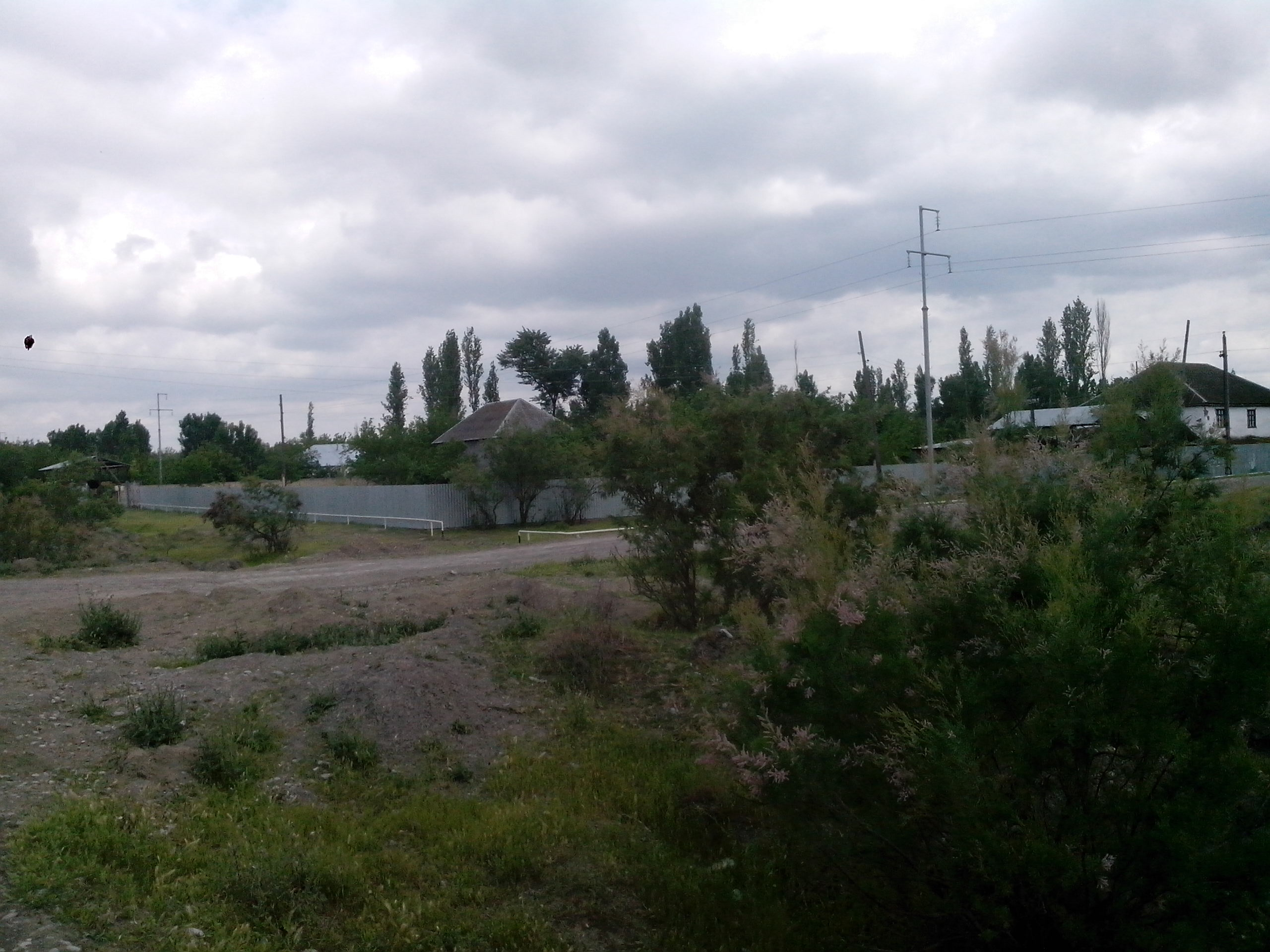